# 8079 Bernardlovell
8079 Bernardlovell eller 1986 XF1 är en asteroid i huvudbältet som upptäcktes den 4 december 1986 av den amerikanske astronomen Edward L.G. Bowell vid Anderson Mesa Station. Den är uppkallad efter den brittiska astronomen Bernard Lovell.
Asteroiden har en diameter på ungefär 4 kilometer.